# Ultraleichtfluggelände Dolmar

i7
i11
i13
Das Ultraleichtfluggelände Dolmar, auch Ultraleichtfluggelände Dolmar-Kühndorf genannt, liegt in der Gemeinde Kühndorf im Landkreis Schmalkalden-Meiningen in Thüringen. Der Platzhalter und Betreiber ist die Flugschule Dolmar.

## Lage
Das Ultraleichtfluggelände liegt etwa 1,5 km nordwestlich von Kühndorf am Fuß des Dolmar.

## Flugbetrieb
Das Ultraleichtfluggelände besitzt eine Betriebsgenehmigung für Ultraleichtflugzeuge, Motorschirme und Hängegleiter. Es ist mit einer 400 m langen und 20 m breiten Start- und Landebahn aus Gras (Richtung 04/22) ausgestattet. Hängegleiter starten per Ultraleichtflugzeugschlepp. Nicht am Platz ansässige Luftfahrzeuge benötigen eine Genehmigung des Platzhalters, um in Dolmar starten und landen zu dürfen (PPR).

## Geschichte
Im Jahr 1927 fanden auf dem Gelände der Flugplatzes erste Segelflugveranstaltungen statt. In den folgenden Jahren entwickelte sich der Berg zum beliebten Segelflugstandort, auch wegen der günstigen thermischen Situation seines Südhangs. Im September 1933 wurde auf dem Berg eine Flughalle eingeweiht und die Dolmar-Fluggemeinschaft gegründet. Vor dem Zweiten Weltkrieg wurden Lastensegler-Piloten ausgebildet. Ab 1967 wurde aufgrund der Nähe zur innerdeutschen Grenze der Segelflugbetrieb untersagt. Die Sowjetarmee nutzte das Gelände um den Dolmar bis 1991 als Truppenübungsplatz. Das Ultraleichtfluggelände Dolmar wurde 1995 genehmigt.